# Akmena (přítok Jūry)
Akmena je řeka 2. řádu v Litvě, v Žemaitsku. Teče v okresech Kelmė (Šiauliaiský kraj), Šilalė a Tauragė. Je to levý přítok řeky Jūra. Je 71 km dlouhá.
Název souvisí s litevským slovem akmuo – kámen. (Samo české slovo kámen etymologicky souvisí se slovem akmuo, gen. akmens: jsou vysledovány souvislosti typu přesmyček: varna – vrána; karvė – kráva (rusky: karóva); zde akmens – kamene). Český ekvivalent by mohl být přibližně: Kamenice.

## Průběh toku
Pramení na západním okraji vsi Paalksniai (2,5 km na jihozápad od vsi Karklėnai. Teče zpočátku jižním směrem. Na východ od města Kaltinėnai přes řeku vede cesta Kaltinėnai – Kražiai, vzápětí stará "Žemaitská magistrála" č. 197 Kryžkalnis – Klaipėda, kde se řeka stáčí více na západ a počíná silněji meandrovat. Nedaleko, asi 2 km na levém břehu je hora Aušrinės kalnas (192 m n. m.). Nedaleko odtud přes řeku vede dálnice A1 Klaipėda – Vilnius, po dalších 3 km řeku překlenuje železobetonový most cesty Senasis Obelynas – Kazokai – Griguliai – dálnice A1. Na levém břehu je balvan jménem Pakoplyčio akmuo, za ním řeku překlenuje silnice Balsiai – // – Naujasis Obelynas – Vytogala – Upyna a vtéká na území Pagramantiské ChKO (litevsky Pagramančio regioninis parkas). Naproti obci Biržų Laukas (pravý břeh) je na levém břehu hradiště Vaičių piliakalnis. 2 km za ním se do řeky zleva vlévá Bremena, jedna z nejvíce znečistěných řek v Litvě. Po té míjí zleva ves Indija a dále meandruje směrem jižním zleva podél silnice č. 164 Šilalė – Tauragė, přičemž protéká Údolím slavíků (Lakštingalų slėnis) u obce Alijošiškės, až do Pagramantisu, kde tato silnice vede přes most na obrázku – na levý břeh a řeka dále podél té silnice teče až do soutoku s řekou Jūra. Do řeky Jūra se vlévá za Pagramantisem 71,7 km od jejího ústí do Němenu. Údolí řeky je široké 15 - 20 m, místy až 30 m, šířka koryta je 6 - 22 m, hloubka je 0,3 - 2,5 m, spád je 1,86 m/km.

## Přítoky
- Levé:

| Hydrologické pořadí | Řeka              | Délka (km) | Povodí (km²) | Vzdálenost od ústí (km) | Ústí kde         | Koordináty ústí                  |
| ------------------- | ----------------- | ---------- | ------------ | ----------------------- | ---------------- | -------------------------------- |
| 16010522            | A – 5             | 4,4        | 5,7          | 58,1                    | Sodalė           | 55°35′4″ s. š., 22°29′58″ v. d.  |
| 16010524            | Ežerupis          | 9,4        | 27,1         | 52,9                    | Rūčiai           | 55°32′22″ s. š., 22°28′40″ v. d. |
| 16010535            | Grybupis          | 3,8        | 3,5          | 47,7                    | Pagrybis         | 55°32′20″ s. š., 22°25′36″ v. d. |
| 16010538            | Akmenynas         | 9,6        | 28,1         | 38,0                    | Vedriai          | 55°30′39″ s. š., 22°21′16″ v. d. |
| 16010545            | A – 3             | 2,8        | 3,6          | 27,6                    | Senasis Obelynas | 55°28′55″ s. š., 22°17′25″ v. d. |
| 16010547            | Bremena           | 14,3       | 37,6         | 19,9                    | Indija           | 55°27′16″ s. š., 22°14′21″ v. d. |
| 16010552            | Sermas            | 5,9        | 7,2          | 15,3                    | Mišučiai         | 55°25′49″ s. š., 22°14′19″ v. d. |
| 16010553            | Skrodupis (A – 1) | 2,8        | 3,6          | 11,7                    | Andriejaičiai    | 55°24′47″ s. š., 22°14′36″ v. d. |
| 16010554            | Gramančia         | 2,6        | 4,8          | 3,0                     | Pagramantis      | 55°22′5″ s. š., 22°14′ v. d.     |

- Pravé:

| Hydrologické pořadí | Řeka      | Délka (km) | Povodí (km²) | Vzdálenost od ústí (km) | Ústí kde            | Koordináty ústí                  |
| ------------------- | --------- | ---------- | ------------ | ----------------------- | ------------------- | -------------------------------- |
| 16010511            | Karklė    | 4,5        | 5,0          | 67,0                    | Karklėnai           | 55°37′30″ s. š., 22°31′ v. d.    |
| 16010512            | Raudys    | 10,4       | 25,2         | 66,8                    | Gudauskinė          | 55°37′25″ s. š., 22°30′56″ v. d. |
| 16010516            | Ašvija    | 14,6       | 40,5         | 65,4                    | Gudauskinė          | 55°36′44″ s. š., 22°30′23″ v. d. |
| 16010523            | A – 4     | 3,8        | 6,3          | 55,9                    | Pelkės              | 55°33′9″ s. š., 22°28′57″ v. d.  |
| 16010527            | Yžnė      | 21,4       | 87,3         | 50,3                    | Trakas (Kaltinėnai) | 55°32′42″ s. š., 22°27′13″ v. d. |
| 16010536            | A – 2     | 2,4        | 1,7          | 46,2                    | Rūteliai            | 55°32′18″ s. š., 22°24′38″ v. d. |
| 16010537            | Vaksupė   | 3,6        | 5,3          | 39,4                    | Labardžiai          | 55°31′7″ s. š., 22°21′35″ v. d.  |
| 16010543            | Jėrubynas | 10,8       | 19,8         | 29,5                    | Paakmenis           | 55°29′38″ s. š., 22°17′40″ v. d. |
| 16010546            | Žadalis   | 3,6        | 3,9          | 20,6                    | Žviliai             | 55°27′34″ s. š., 22°14′10″ v. d. |

## Galerie

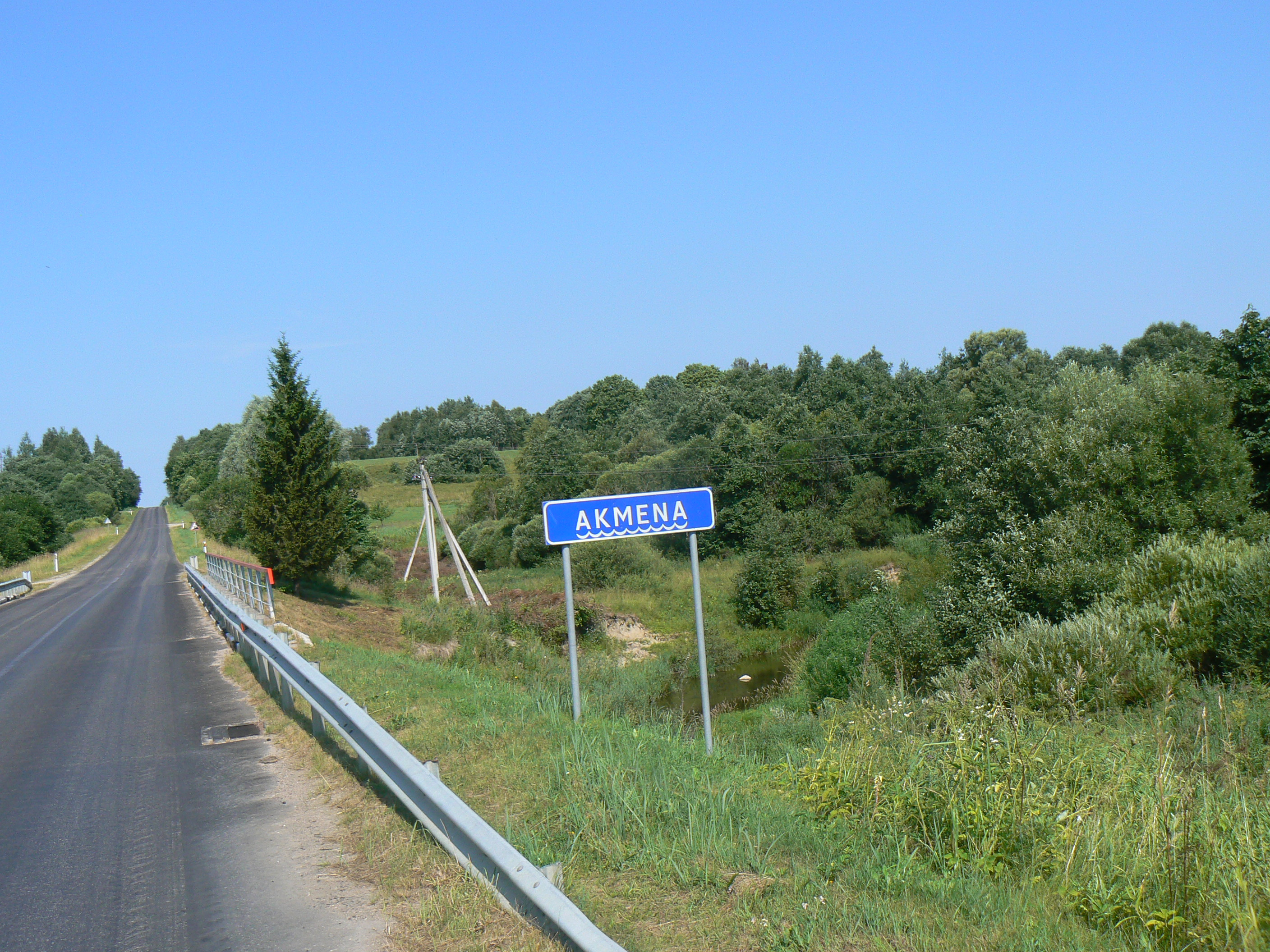
Silnice Nový Obelynas – Balsiai vede přes Akmenu
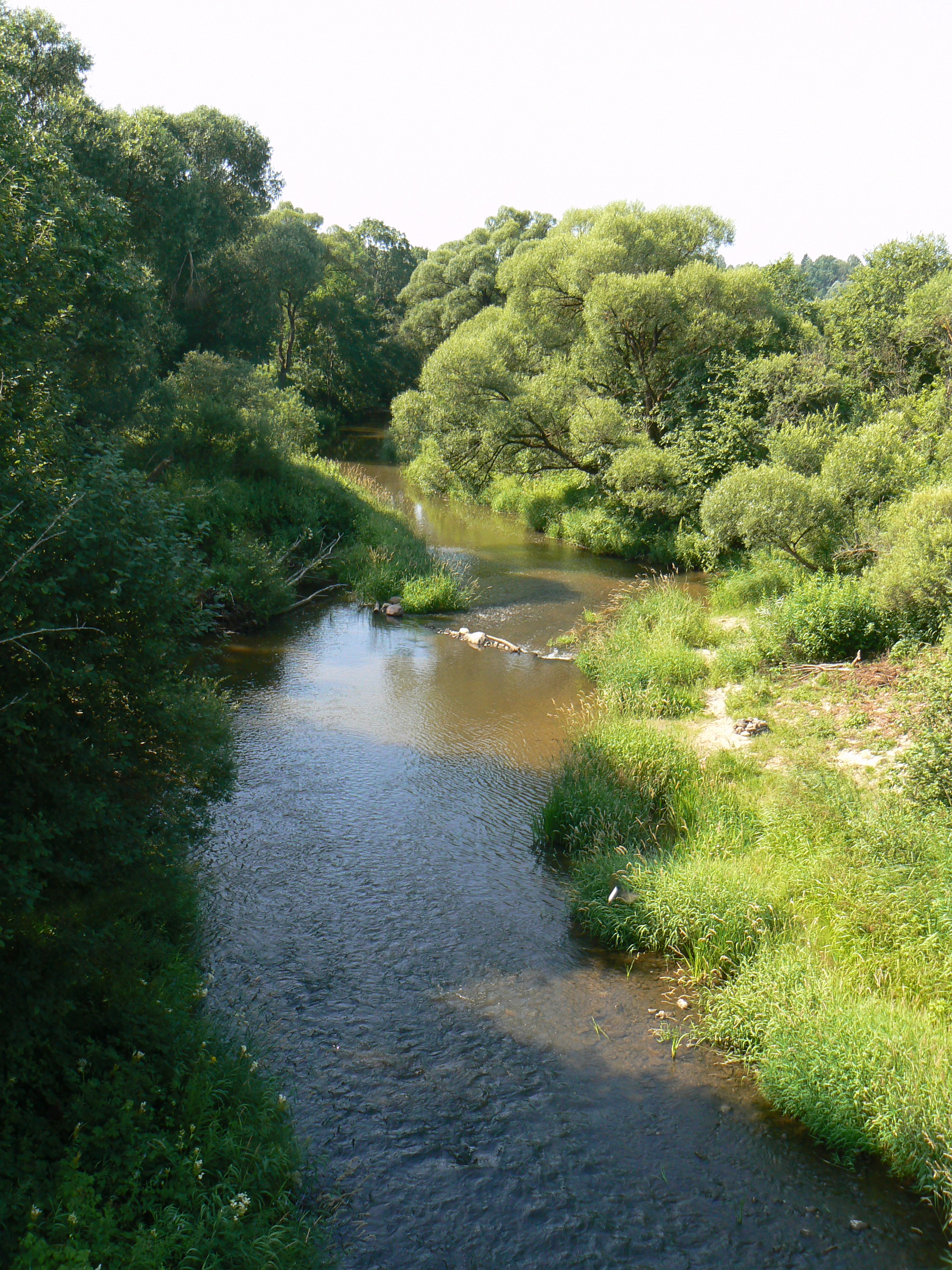
Akmena z mostu silnice Nový Obelynas – Balsiai
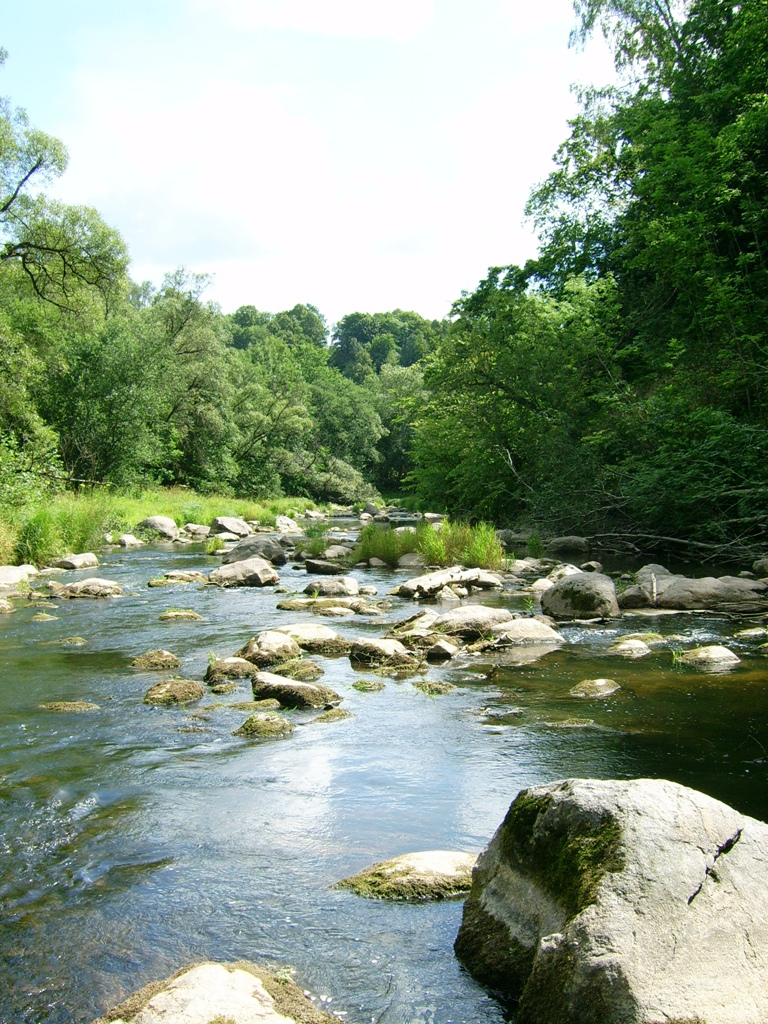
Peřej Akmeny u vsi Pūtvė
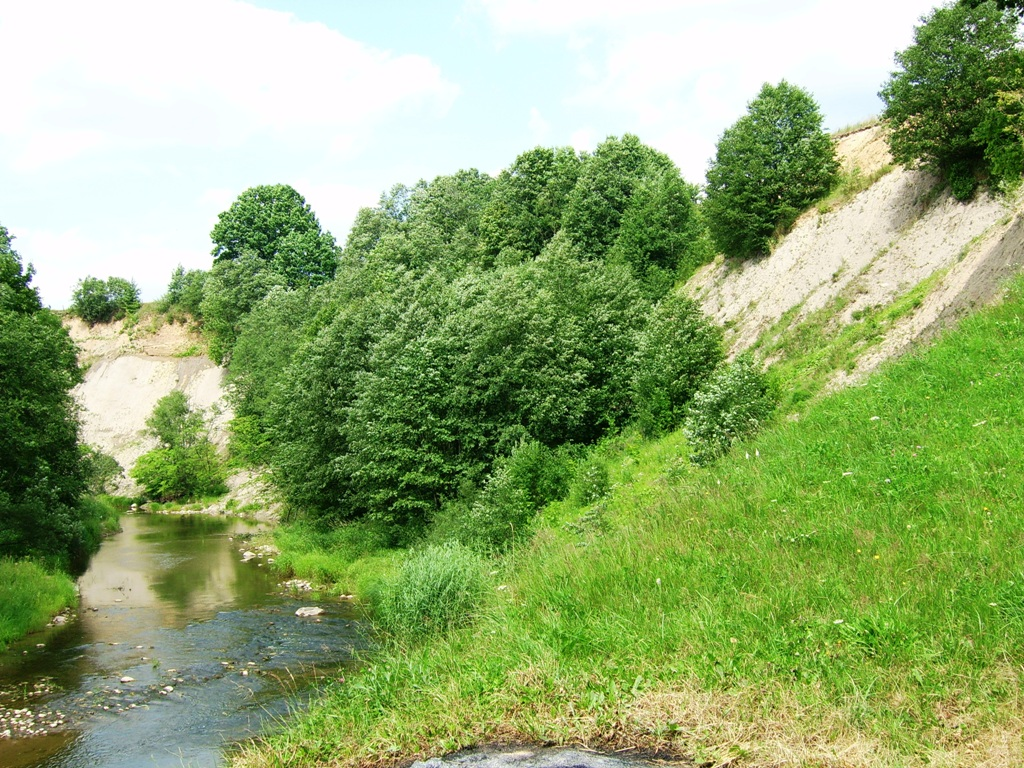
Eroze břehů Akmeny u Pagramantisu
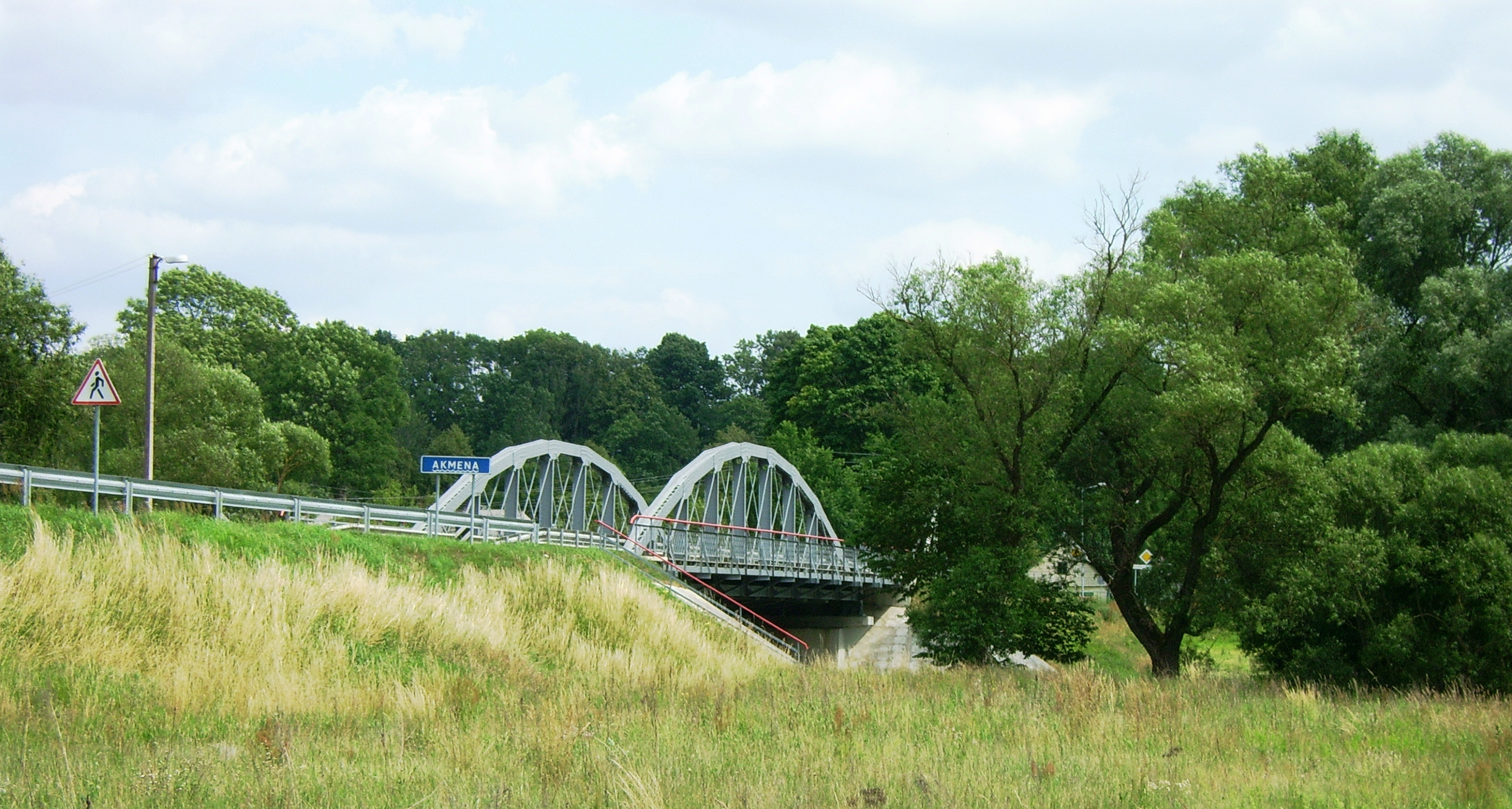
Most přes Akmenu (silnice ž 164) u Pagramantisu
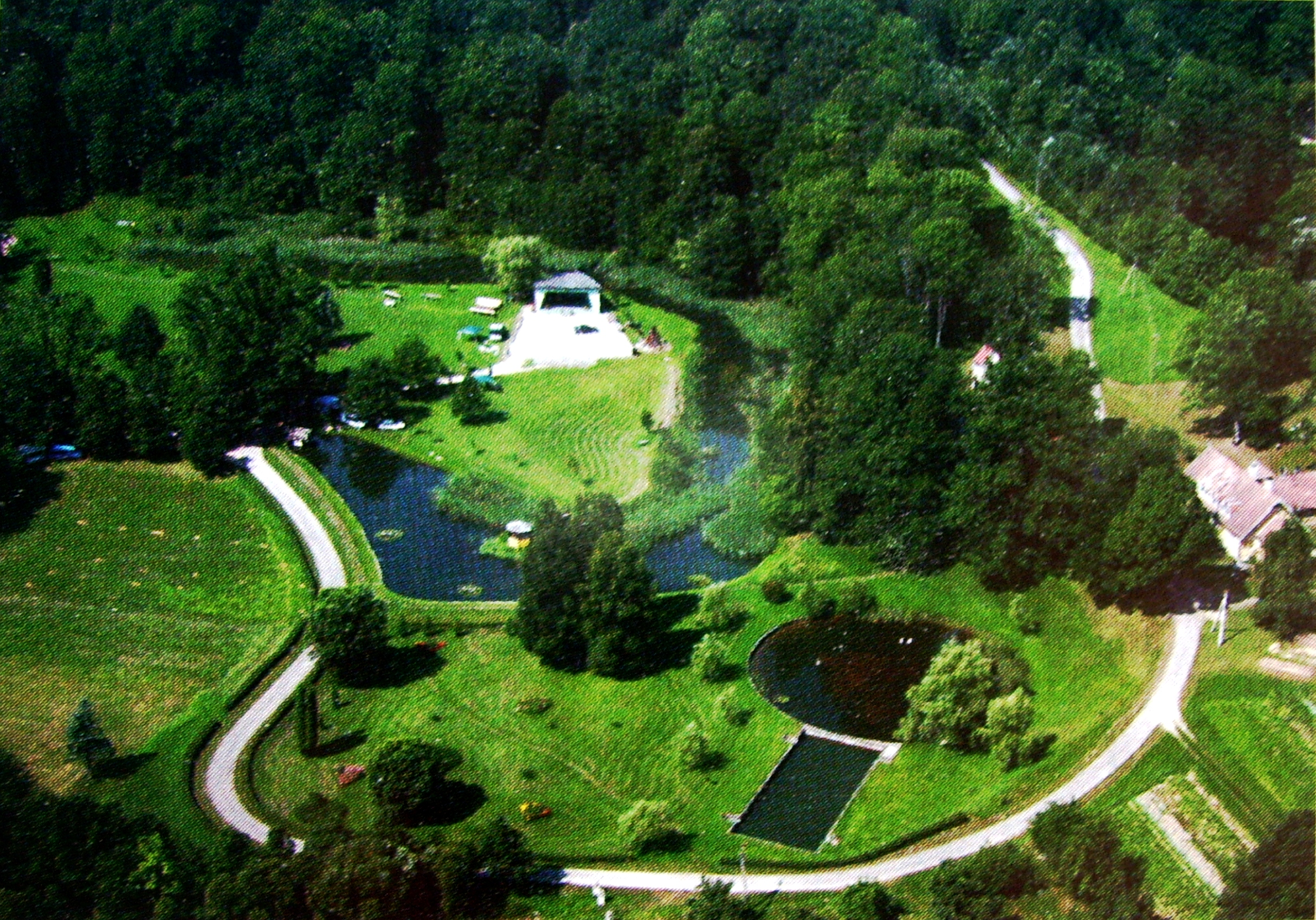
Údolí slavíků při řece u obce Alijošiškės